# 雀替

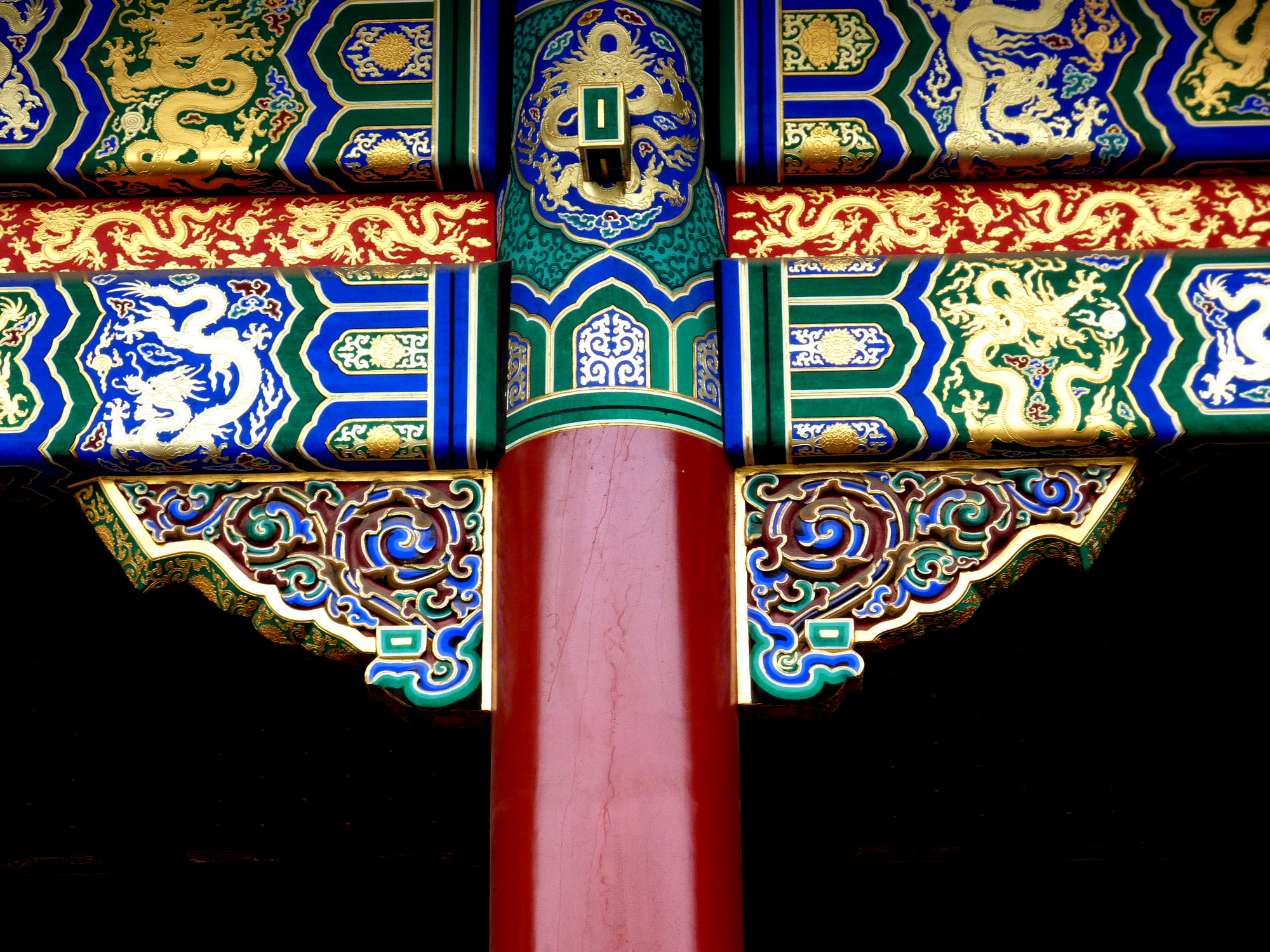
故宫太和门清式雀替

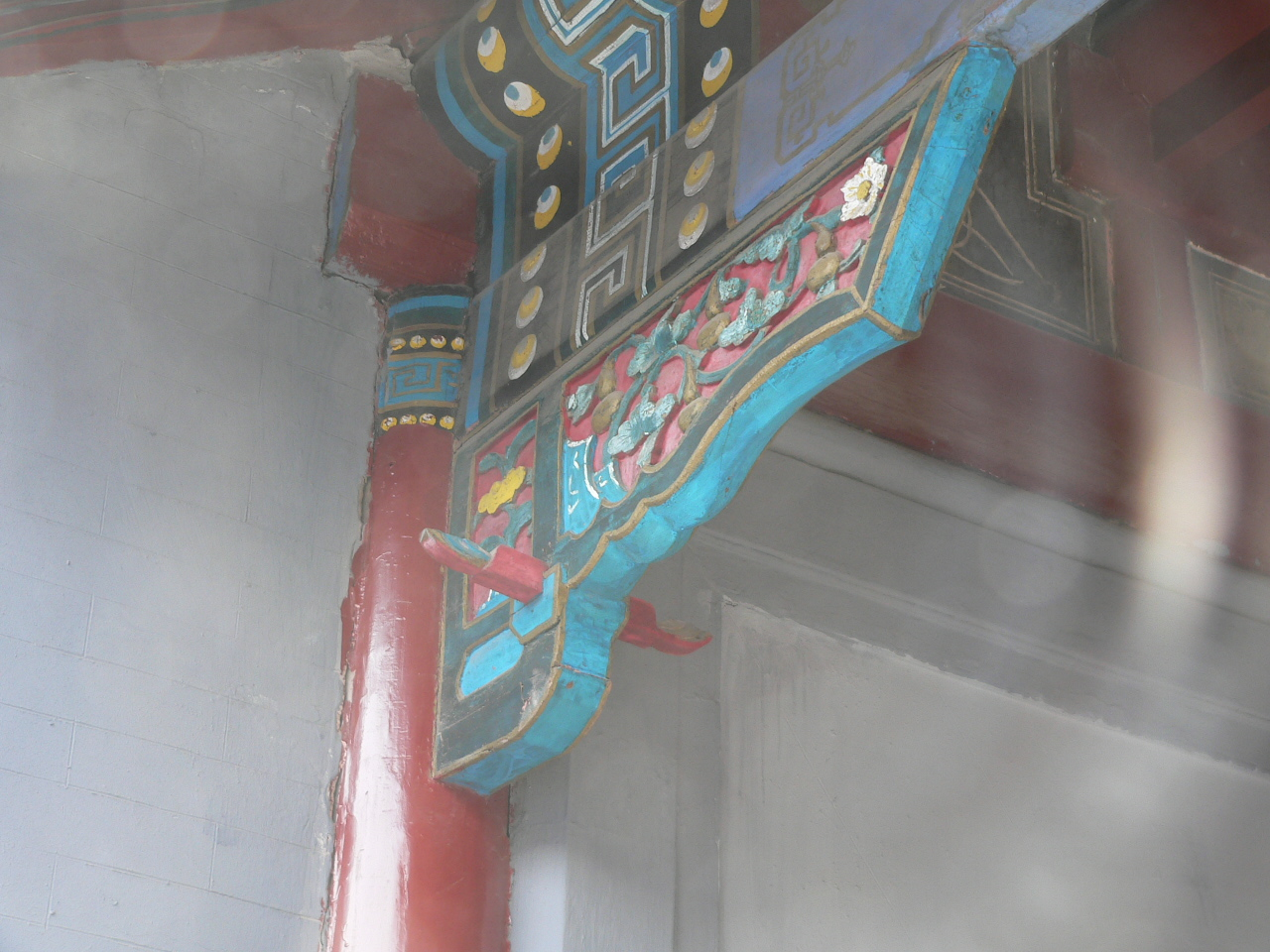
大门上的雀替

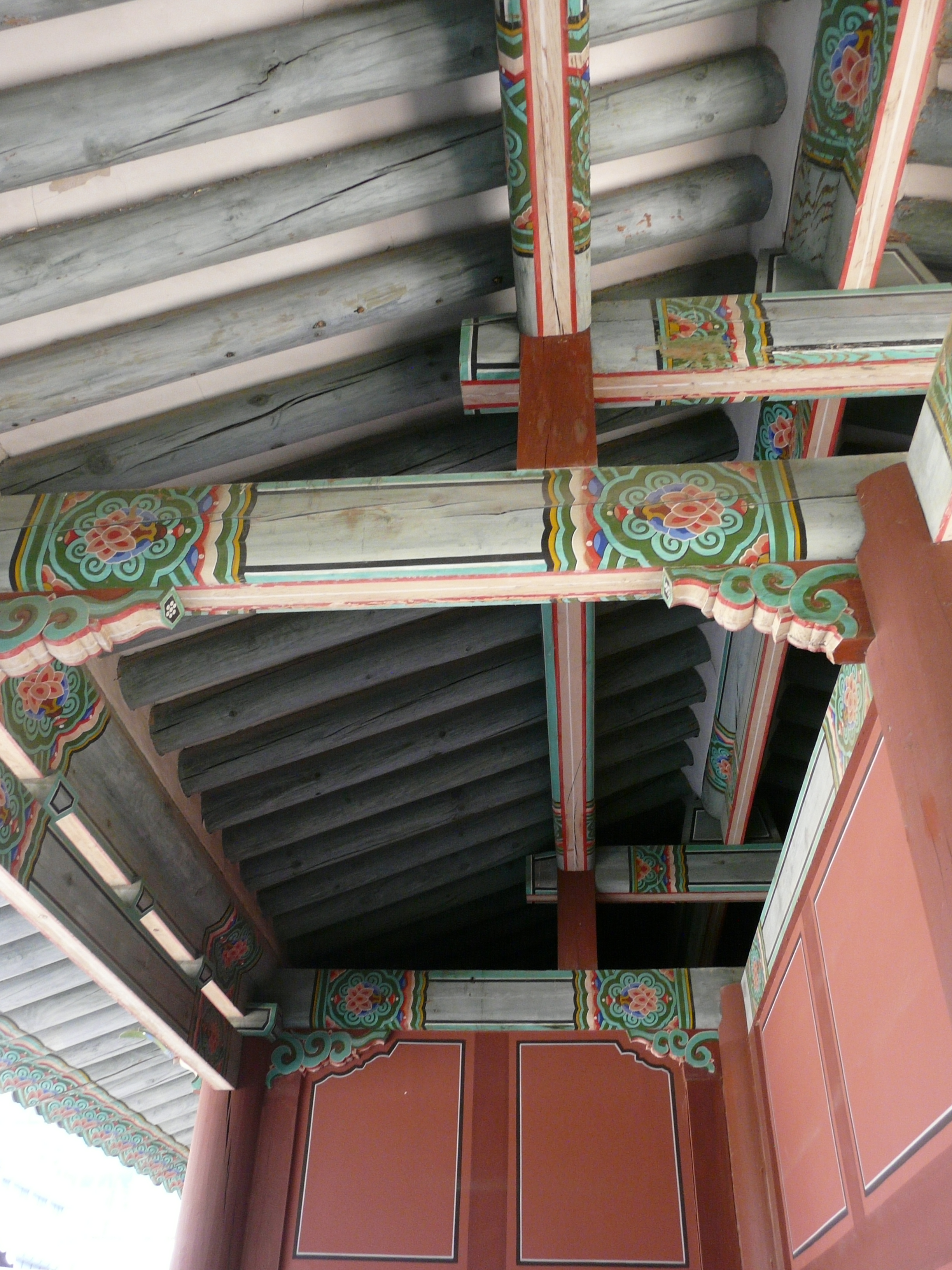
韓國昌慶宮的雀替

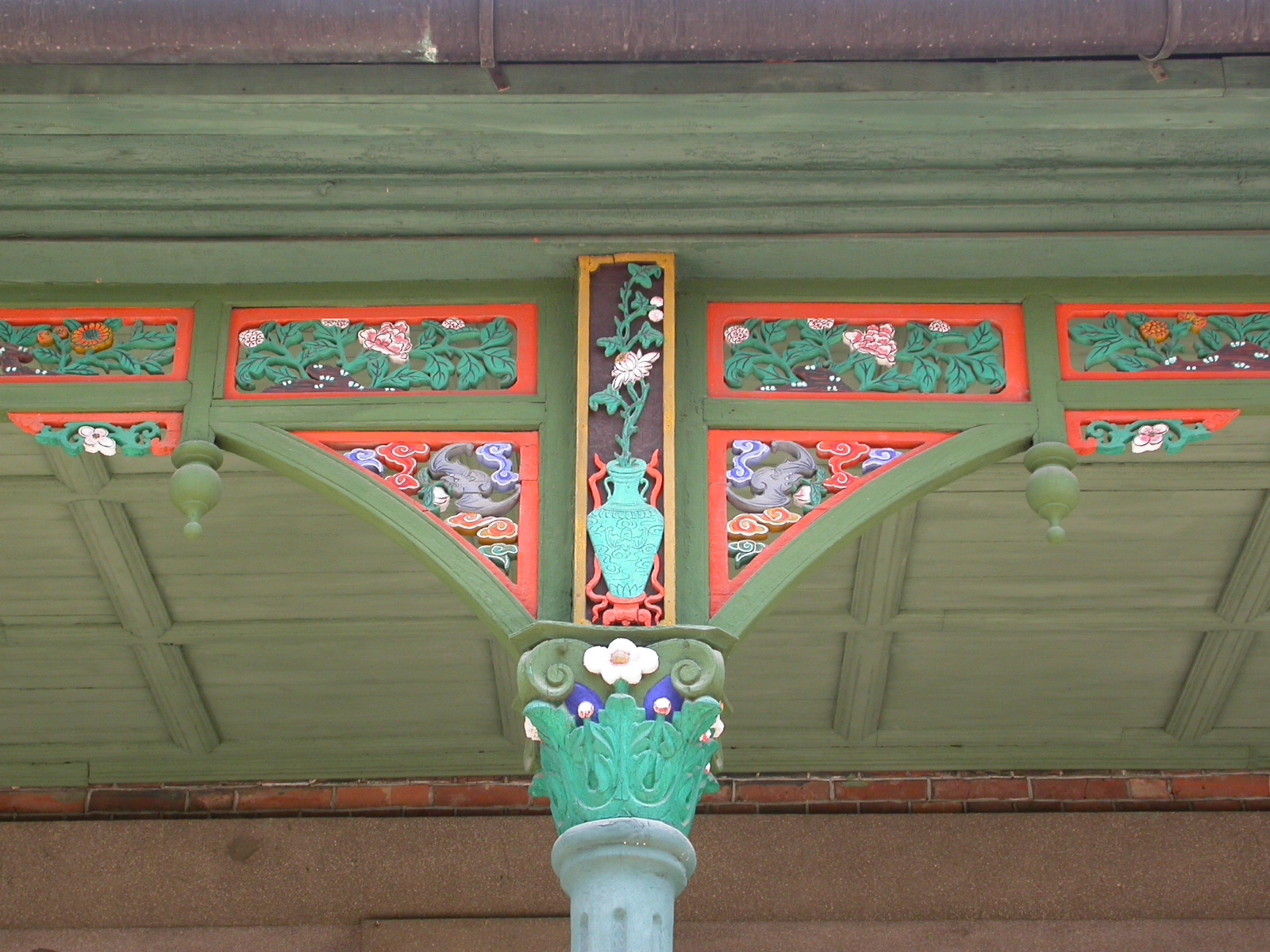
韓國德壽宮靜觀軒的雀替

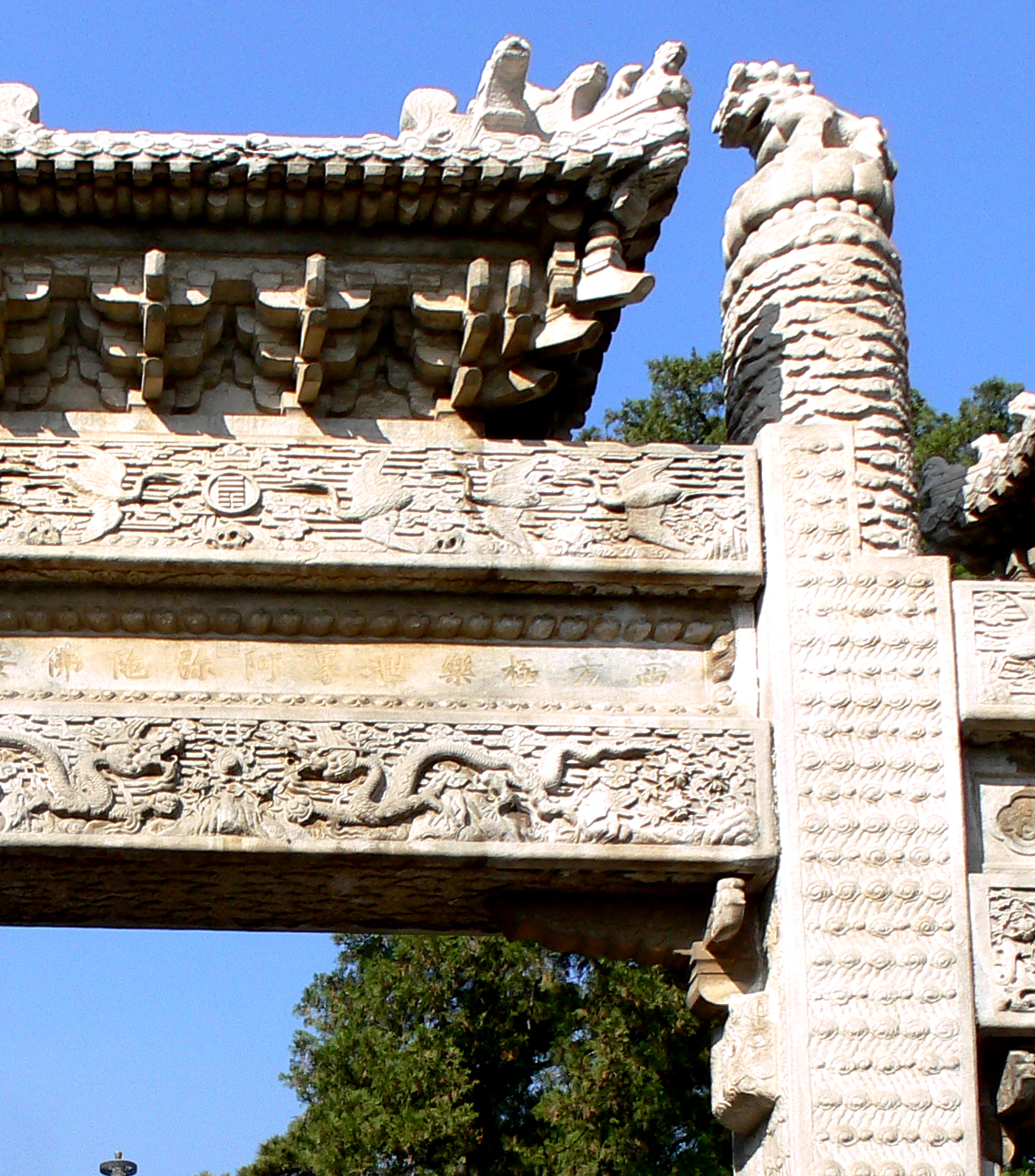
龙门雀替

雀替又稱插角，是東亞傳統建築中的特殊构件，指置于梁枋下与立柱相交的短木，可以缩短梁枋得净跨距离，防止梁枋与立柱之间角度变形。也用在柱间的落挂下，但是为纯装饰性构件。雀替不是插角．插角是閩南匠師習慣的稱法，多數用透雕，直接嵌入柱內，並不承接結構功能．而雀替是北方宮殿式建築的作法，不會做成鏤空透雕，安裝時由柱挖洞，從上方嵌入固定，可承接樑枋，具有穩定結構的功能．雖然二者在位置相同，但其功能目的並不一樣，故不能等同視之．
宋代李诫《营造法式》称雀替为绰幕：“檐头下绰幕方广减檐额三分之一，出柱长至补间”
雀替也象征等级，广亮大门、金柱大门等较高等级的大门才有雀替，等级较低的蛮子门上则无雀替。
中國的雀替有七类：
1. 大雀替：立柱左右雀替相连，由一根整木制成，放在柱头上。
2. 龙门雀替：用在牌楼，下有梓头承托。
3. 雀替：典型清式雀替，如故宫太和门雀替。
4. 小雀替：形短而小，用于屋内。
5. 通雀替：多用于宋代屋内。
6. 骑马雀替：两立柱间距太短时，两雀替相连合而为一，称为骑马雀替。
7. 花牙子：纯作装饰用。

宋元雀替上多涂彩画，但没有雕刻；清代雀替既有彩画，也有雕刻。